# حقوق الطالب في التعليم العالي
حقوق الطالب هي الحقوق التي تحمي الطالب، بمعنى أولئك الأشخاص الذين يحضرون المدارس والجامعات وغيرها من المؤسسات التعليمية.يختلف مستوى الحقوق الممنوحة للطلاب، سواء من الناحية القانونية أو الاتفاقية،  اختلافًا كبيرًا حول العالم.

## حقوق الطالب في جميع أنحاء العالم

### فرنسا
في حالة البو (AlBaho) وجدت المحكمة الجنائية الفرنسية ثلاثة من كبار الأكاديميين في «المدرسة العليا لتعليم اللياقة البدنية، كيم الصناعية، دي لوس أنجلس باريس دي فيل (إيكبسي)» تهمة التجسس الإلكتروني على طالب دراسات عليا. وضع الحاكم سابقة هامة في حماية خصوصية البريد الإلكتروني ‏، ولكن كان هذا أيضا معلما يقود في حقوق الطلاب، حيث أن هذه هي الحادثة الوحيدة المعروفة حيث أدلى الموظفين الأكاديميين بوجود مذنبا بارتكاب فعل إجرامي نتيجة لشكوى طالب، وقدم الموظفين العاملين فيها الدعم الكامل من مؤسستهم.

### الولايات المتحدة الأمريكية

#### المدارس الابتدائية والثانوية
في 1969 أشاعت المحاكم الفيدرالية في الولايات المتحدة، في تينكر في ديس موينز Des Moines مدرسة الحي المجتمعية المستقلة، بأن «الطلاب لا تسفك حقوقهم الدستورية عند بوابة مبنى المدرسة». مورس في فريدريك تريال كان أول طالب طالب التعديل الأول وهو حرية التعبير، والذي جادل أمام المحكمة العليا للولايات المتحدة في 19 مارس 2007، وتتعلق القضية بجوزيف فريدريك، طالب يبلغ 18 عاما في مدرسة ثانوية في جونو، بألاسكا، 24 في وقت القرار، الذي أوقف لمدة 10 أيام بعد عرض شعار «بونغ يضرب 4 يسوع» وسط الشارع بجانب مدرسته الثانوية أثناء «تتابع الشعلة في دورة الألعاب الأولمبية الشتوية» في عام 2002.
بالإضافة إلى «دستور الولايات المتحدة» فقد منحت «الحرية لحقوق التعبير» لطلاب المدارس العامة، تحمل بعض دساتير حقوق أكبر لطلاب المدارس العامة من تلك التي يمنحها «دستور الولايات المتحدة»، على سبيل المثال: العامة ماساتشوستس قوانين الفصل 71، 82 ثانية تمنح حقوقاً أوسع نطاقا للمدارس الثانوية العامة فيما يتعلق «حقوق الطلاب» «حرية التعبير»، فإنه ينص على:
الفصل 71: القسم 82. المدارس الثانوية العامة؛ حق للطلاب في حرية التعبير؛ القيود؛ تعريفات.
المادة 82: أن للطلاب الحق في حرية التعبير في المدارس العامة للكومنولث مؤجزا، شريطة أن مثل هذا الحق لا يسبب أي انقطاع أو اضطراب داخل المدرسة. تشمل حرية التعبير دون الحد، وحقوق ومسؤوليات للطلاب، جماعياً وفردياً، (أ) التعبير عن آرائهم من خلال الكلام والرموز، (ب) في كتابة وطبع ونشر وجهات نظرهم، (ج) بتجميع مسالمين في المدرسة الملكية لتعبيرهم عن آرائهم. يجب لأي جمعية خطط لها الطلاب خلال ساعات الدراسة المجدولة بانتظام أن تعقد فقط في وقت ومكان موافق عليها مسبقاً من قبل مدير المدرسة أو من يعينه، ولا يعتبر التعبير التي قدمها الطلاب في ممارسة هذه الحقوق أن يكون تعبيراً عن سياسة المدرسة، ولا يعقد مسؤولو المدرسة المسؤولية في أي إجراءات مدنية أو جنائية لأي تعبير أدلى أو المنشورة من قبل الطلاب. لأغراض هذا القسم والأقسام ثلاثة وثمانون إلى خمسة وثمانين شاملة، وكلمة الطالب تعني أي شخص التحق بالمدارس الثانوية العامة في الكومنولث. يقصد بتعبير كلمة إدارة المدرسة أي عضو أو أي موظف من اللجنة المحلية للمدارس.
والنتيجة الطلاب في المدارس الثانوية العامة من «كومنولث ماساشوستس» يعقدون فقط «تينكر» فيما يتعلق بمقاييس «حرية التعبير».

#### التعليم العالي العام
للطلاب في التعليم العالي العام حقوقاً أكبر بكثير من الطلاب في التعليم الابتدائي والثانوي. أولًا أن الغالبية العظمى من الطلاب في التعليم العالي العام هم من البالغين قانونيا وهكذا، الدولة لا تقف في مقام الوالدين فيما يتعلق بها، حيث أنهم أولياء الأمور الخاصة بهم، ويمتلكون نفس الحقوق التي يتمتع بها جميع المواطنين، وبالإضافة إلى ذلك الجامعات العامة والكليات هي المؤسسات المكرسة للتبادل الحر للأفكار ومفهوم الحرية الأكاديمية، ومفهوم الحكم المشترك، ويترجم هذا إلى حقيقة أن حرية التعبير والمشاركة في الحكم من طرف الطلاب في المؤسسة أمر شائع.
وكثيراً ما تمتد حقوق الطلاب في سياق التعليم العالي إلى مفاهيم مثل:
- الحق في تكوين مجموعات من اختيارهم للتعبير عن آرائهم، وتتلقى التمويل لها.
- الحق في التحدث بحرية، والتجمع، وإثبات.
- الحق في الإجراءات القانونية الواجبة وجلسة استماع محايدة في أي مسألة تأديبية.
- الحق في المشاركة في إدارة شؤون المؤسسة.
- الحق في وضع القواعد والأنظمة، وتتحمل المسؤولية الرئيسية عن الحكم لسلوك الطالب.
- الحق في أن تفعل كما ستظهر، طالما أنها لا تضر.

الجمهور عموما ولا سيما بحوث الجامعات مع إعداد كبيرة من السكان السكنية تنظيم الطلاب (الجامعات الرائدة/الأراضي-منحة) حول هذه المسائل، استخدام حكومتهم الطالب للتفاوض مع إدارة الجامعة.

## وصلات خارجية
- «حركة» 18 ش على ماي سبيس
- حقوق الطلاب وكلية القانون، وإحالة الدعوة

قالب:Youth Empowerment